# Frausseilles
Frausseilles település Franciaországban, Tarn megyében. Lakosainak száma 79 fő (2022. január 1.). Frausseilles Amarens, Cahuzac-sur-Vère, Donnazac, Loubers és Souel községekkel határos.

## Népesség
A település népességének változása:
| Lakosok száma | 89   | 89   | 85   | 83   | 83   | 84   | 84   | 79   |
|               | 2013 | 2015 | 2017 | 2018 | 2019 | 2020 | 2021 | 2022 |